# Miguel Martínez Lobato
Miguel Martínez Lobato (Valladolid), 31 de diciembre de 1999 es un jugador de balonmano español. Juega en la posición de lateral derecho en el Atlético Valladolid. Su hermano Álvaro Martínez juega también en el Atlético Valladolid en la Liga ASOBAL.
En marzo de 2022 tras realizar grandes actuaciones en la Liga ASOBAL recibió la llamada de la Selección Española..

## Trayectoria
- Atlético Valladolid (2017-Act.)